# Thông năm lá thừa lưu
Thông năm lá thừa lưu, thông năm lá cành lông hay thông trắng Quảng Đông (danh pháp hai phần là Pinus wangii) là loài cây lá kim trong họ Thông (Pinaceae). Nó được tìm thấy ở miền nam Trung Quốc và có thể cả ở Việt Nam. Nó bị đe dọa do mất môi trường sinh sống.

## Miêu tả
Nó là loài cây thân gỗ cao tới 20 m; đường kính thân cây tới 60 cm, các cành mảnh dẻ hơn màu nâu đỏ sẫm và dần dần chuyển thành màu nâu xám sẫm, năm thứ nhất có lông tơ màu nâu rậm rạp che phủ nhưng sau đó từ năm thứ hai hay ba thì trở thành không lông; các chồi về mùa đông có màu nâu và không chứa nhựa. Các lá kim mọc thành chùm 5 lá, dày và hơi bẻ cong vào, thiết diện hình tam giác, kích thước dài 2,5–6 cm và rộng 1-1,5 mm, cứng, bó mạch 1, ống nhựa 3, gốc lá có vỏ bao sớm rụng. Nón hạt mọc đơn độc hay thành cụm 2-3 nón ở phần cuối các cành, có cuống dài 1,5–2 cm, màu nâu ánh vàng, nâu hay nâu xám sẫm khi chín, hình elipxoit thuôn dài hay hình trứng-trụ, kích thước 4,5-9 × 2-4,5 cm. Vảy hạt gần dạng trứng ngược, kích thước 2-3 × 1,5–2 cm; các mấu hình thoi ngang, mép mỏng, hơi cong vào, ít thấy hơi uốn ngược ở các vảy hạt phần gốc hay phần giữa. Hạt màu nâu nhạt, hình elipxoit-trứng, kích thước 8-10 × ~ 6 mm; cánh khoảng 16 × 7 mm.

## Phân bố
Đây là loài nguy cấp tại Trung Quốc. Các cây ở Việt Nam có thể là đại diện của loài khác, có lẽ tốt nhất nên đặt trong thông Đà Lạt (Pinus dalatensis) Ferré, loài đặc hữu của Việt Nam.
Gỗ được dùng trong xây dựng, làm cầu, cọc, đồ gỗ.
Mọc rải rác trong các rừng lá rộng thường xanh trên sườn đồi núi đá vôi, với chỉ các quần thể phân tán còn lại trên cách vách dá khó tiếp cận với độ cao 500-1.800 m tại đông nam tỉnh Vân Nam (các huyện Tây Trù và Ma Lật Pha của châu tự trị người Tráng-Miêu Văn Sơn).

## Hình ảnh

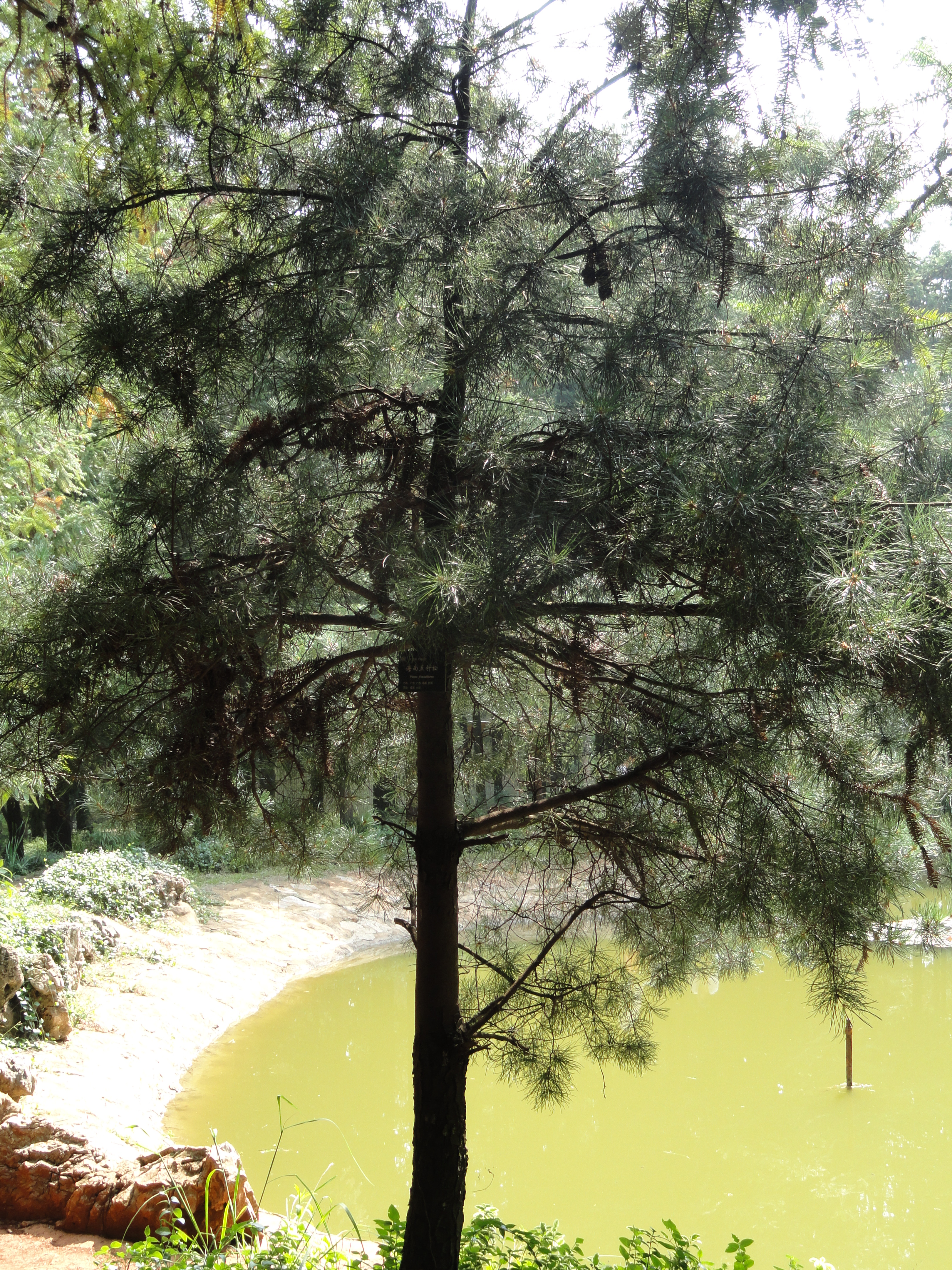
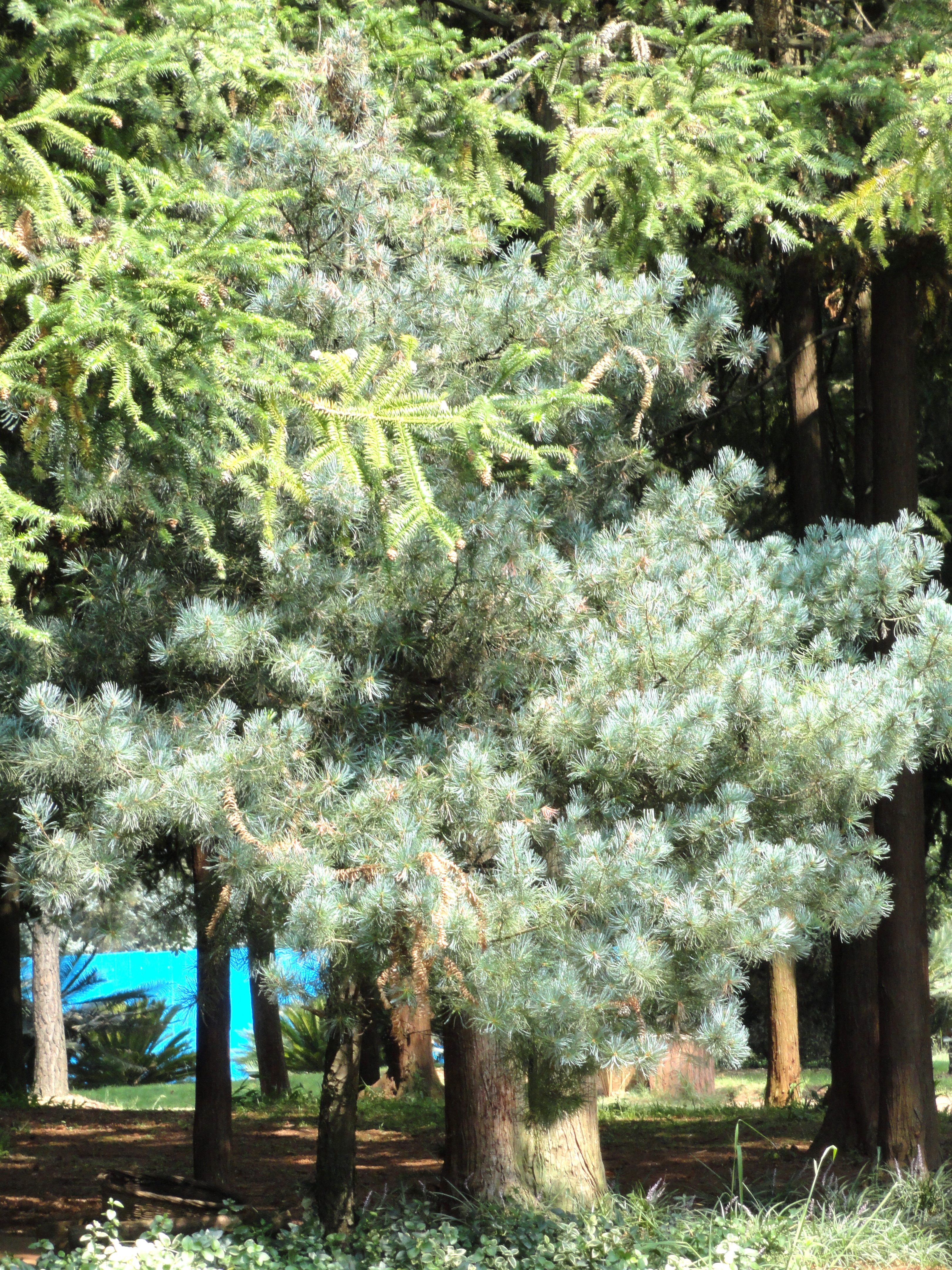
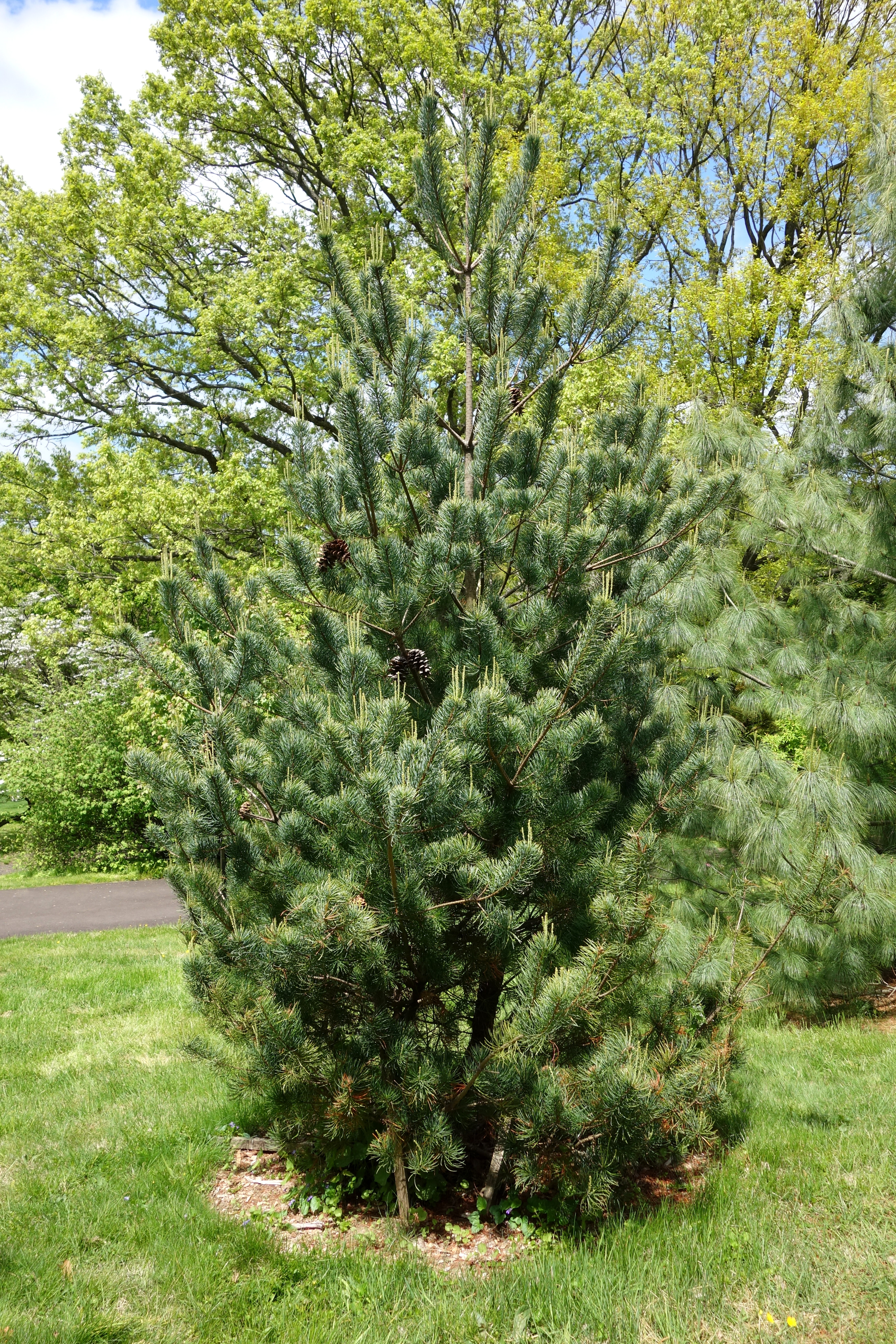
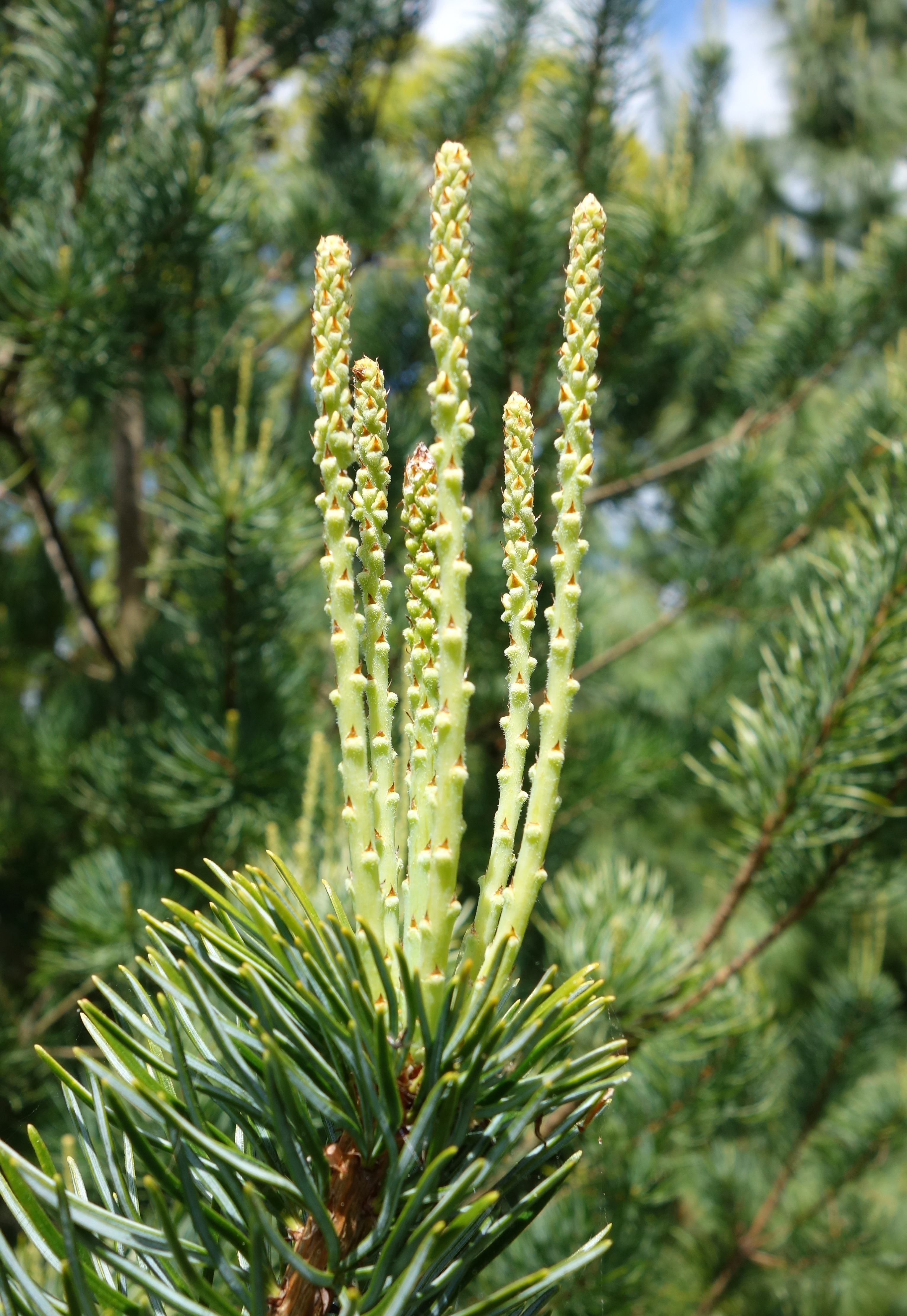